# RKS Broumov
RKS Broumov je středovlnný vysílač sloužící k rozhlasovému vysílání. Vysílala z něj stanice ČRo 5 Hradec Králové na frekvenci 558 kHz s výkonem 2 kW. Má 1 stožár typu unipól o výšce 85 m.
|         | Stanice              | Kmitočet | Výkon |
| ------- | -------------------- | -------- | ----- |
| AM (SV) | ČRo 5 Hradec Králové | 558 kHz  | 2 kW  |